# Chloridolum papuanum
Chloridolum papuanum là một loài bọ cánh cứng trong họ Cerambycidae.